# گرهوا
گرهوا (به انگلیسی: Garhwa) یک منطقهٔ مسکونی در هند است که در بخش گرهوا واقع شده‌است. گرهوا ۴۶٬۰۵۹ نفر جمعیت دارد و ۲۰۳ متر بالاتر از سطح دریا واقع شده‌است.